# Brämerova kurie
Brämerova kurie je dům v bratislavském Podhradí v bývalé čtvrti Zuckermandel na Žižkově ulici č. 18.
Je to kulturní památka, podle pamětní tabule na budově jde renesanční stavbu z přelomu 16. a 17. století. Postavena je na starším základě z druhé poloviny 16. století, v 17. století byla barokně upravená a koncem 19. století upravená klasicistně. Má nepravidelnou čtyřkřídlou zástavbu a ústřední dvůr. Vznikla přestavbou starších pozdněgotických domů.
Západní křídlo bylo přistavěno při renesanční přestavbě, stejně jako schodiště, byly sjednoceny fasády a postaveny nárožní půlkruhové věže. V první třetině 18. století, při raně barokní přestavbě, bylo dostavěno severní dvorní křídlo.
Koncem 20. století byla rekonstruována, od roku 2002 zde sídlí Muzeum kultury Maďarů na Slovensku Slovenského národního muzea.